# Peter Gratz

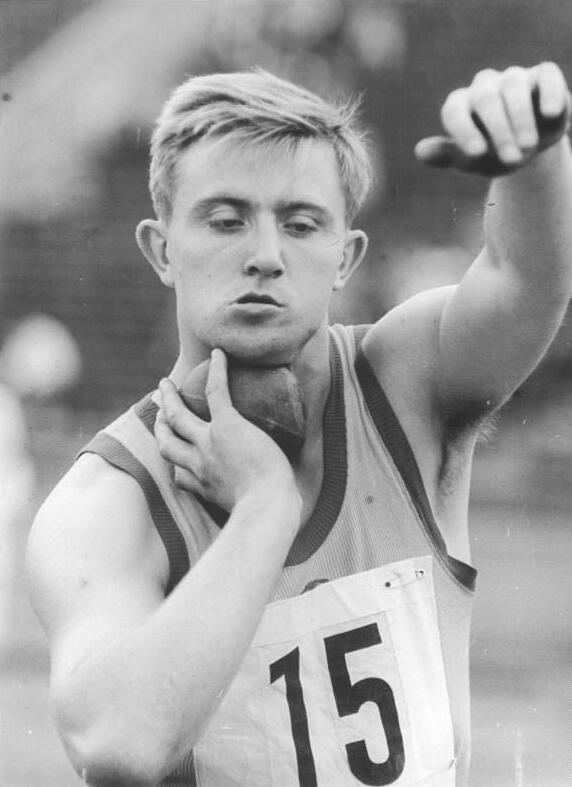
Peter Gratz wird 1960 DDR-Meister

Peter Gratz (* 9. Juli 1940, gest. 11. Oktober 2018) war ein Leichtathlet aus der Deutschen Demokratischen Republik, der 1960 und 1962 DDR-Meister im Kugelstoßen wurde.
Nach einem sechsten Platz bei den DDR-Meisterschaften 1959 gewann Gratz bei den DDR-Meisterschaften 1960 mit 16,88 m vor Fritz Kühl, Gratz konnte sich aber nicht für die gesamtdeutsche Mannschaft bei den Olympischen Spielen 1960 qualifizieren, einziger DDR-Kugelstoßer in Rom war Fritz Kühl. 1961 belegte Gratz den vierten Platz bei den DDR-Meisterschaften, gewann aber 1962 erneut den Titel, wobei er mit 17,88 m exakt einen Meter weiter stieß, als zwei Jahre zuvor. Für die Europameisterschaften 1962 in Belgrad qualifizierten sich neben Gratz auch der DDR-Vizemeister Rudolf Langer und aus Westdeutschland Dieter Urbach. Alle drei erreichten den Vorkampf, keiner den Endkampf der letzten sechs Athleten. Peter Gratz belegte mit 17,09 m den elften Platz. 1964 erreichte Gratz bei den DDR-Meisterschaften noch einmal den zweiten Platz hinter Rudolf Langer. 1965 wurde Gratz Dritter in der Halle.
Peter Gratz startete für den ASK Vorwärts Berlin und erreichte 1964 mit 17,95 m die größte Weite seiner Karriere. Bei einer Körpergröße von 1,88 m betrug sein Wettkampfgewicht 98 kg.